# Milk (película)
Milk (Milk: Un hombre, una revolución, una esperanza en Hispanoamérica y Mi nombre es Harvey Milk en España) es una película dramática estadounidense estrenada el 28 de octubre de 2008, dirigida por Gus Van Sant y basada en la vida del político Harvey Milk, quien fue el elegido para un puesto público en los Estados Unidos (concejal de distrito de San Francisco). Además, fue un férreo defensor y activista de los derechos civiles de los homosexuales.
En 1984 se realizó un documental también basado en su vida, The Times of Harvey Milk, el cual ganó el premio Óscar al Mejor Documental.
La película fue rodada íntegramente en San Francisco, donde recibió una gran acogida, presentándose más de 3.000 voluntarios para la escena de la manifestación de 1978.
La premiere fue aprovechada por las asociaciones de defensa de los derechos de los homosexuales para manifestarse en protesta contra la modificación constitucional, proposición 8, recientemente aprobada en California, la cual prohibía los matrimonios homosexuales, recibiendo el apoyo de los intérpretes de la película.

## Argumento

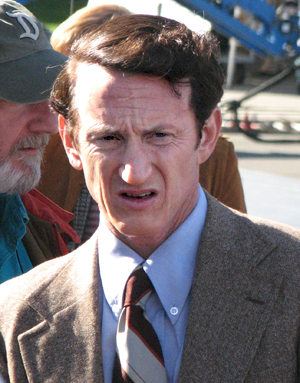
Sean Penn durante la filmación de la película.

Milk es la historia de Harvey Milk (Sean Penn), y sus esfuerzos como un activista gay estadounidense que pelea por los derechos de los homosexuales y se convierte en el primer homosexual con un cargo público en los Estados Unidos, como miembro de la Junta de Supervisores de San Francisco. La película abre con un metraje de archivo de policías haciendo redadas en bares gáis y arrestando clientes durante los años 50 y 60, seguido por el anuncio del 27 de noviembre de 1978 de Dianne Feinstein para la prensa de que Milk y el alcalde George Moscone han sido asesinados. Milk es visto grabando su testamento a través de la película, nueve días (18 de noviembre de 1978) antes de los asesinatos. La película regresa en el tiempo a la Ciudad de Nueva York en 1970, a la víspera del cumpleaños 40 de Milk y su primer encuentro con su amante más joven, Scott Smith (James Franco).
Insatisfecho con su vida y viendo la necesidad de un cambio, Milk y Smith deciden moverse a San Francisco en la búsqueda de la larga aceptación de su relación. Ellos abren Castro Camera en el corazón de Eureka Valley, una vecindad de clase obrera en el proceso de evolucionar en un barrio predominantemente gay conocido como Castro. Frustrado por la oposición que encuentran en la vecindad irlandesa-católica, Milk utiliza su experiencia como negociante para convertirse en un activista gay, finalmente convirtiéndose un mentor para Cleve Jones (Emile Hirsch). Al inicio, Smith participa como el gerente de campaña de Milk, pero su frustración crece por la devoción de Milk por la política, y lo deja. Más tarde, Milk conoce a Jack Lira (Diego Luna), un hombre joven de naturaleza dulce pero desequilibrado. Como Smith, Lira no puede tolerar la devoción de Milk por el activismo político, y finalmente se suicida.
Después de dos inexitosas campañas políticas en 1973 y 1975 para convertirse en un supervisor de la ciudad, y una tercera en 1976 para la Asamblea Estatal de California, Milk finalmente gana una silla en la Cámara de Supervisores de San Francisco en 1977 para el Sector 5. Su victoria le hace el primer candidato abiertamente gay en ser votado en el mayor oficio público en California y en los tres mayores en todo Estados Unidos. Consiguientemente, Milk conoce a un amigo Supervisor Dan White (Josh Brolin), un veterano de Vietnam, antiguo oficial de policía y bombero. White, quien es políticamente y socialmente conservador, tiene una relación dificultosa con Milk, y desarrolla un creciente resentimiento contra este cuando se opone a proyectos que White propone.
Milk y White forjan una compleja relación de trabajo. Milk es invitado y asiste al bautismo del primogénito de White. Luego este último pide el apoyo de Milk para el cierre de un hospital psiquiátrico en el distrito de White, posiblemente a cambio de la ayuda de White en la ordenanza de Milk sobre los derechos para los homosexuales en toda la ciudad. Cuando Milk falla en apoyar a White debido al negativo efecto que el cierre del hospital tendría en los jóvenes que se quedaran sin techo, el segundo vota contra la ordenanza de los derechos para los homosexuales, siendo el único voto negativo. Milk también lanza un esfuerzo para derrotar la Proposición 6, una iniciativa en el voto del estado de California en noviembre de 1978. Apoyado por John Briggs (Denis O'Hare), un senador estatal conservador del Condado de Orange, la Proposición 6 busca despedir a gáis y lesbianas (además de cualquier que los apoye) que trabajen en las escuelas públicas de California. También es parte de un movimiento conservador de todo el país que inicia con la campaña exitosa liderada por Anita Bryant y su organización Save Our Children en el Condado de Dade, Florida para rechazar la ordenanza local de los derechos de los homosexuales.
El 7 de noviembre de 1978, después de trabajar incansablemente contra la Proposición 6, Milk y sus ayudantes se reúnen y festejan tras derrotarla. El inestable White prefiere un aumento del sueldo de los supervisores, pero no recibe mucho apoyo, y poco después del apoyo a la proposición, renuncia a la Cámara. Más tarde, cambia de parecer y consulta su reintegración. El alcalde Moscone (Victor Garber) rechaza su solicitud, después de ser influenciado por Milk.
En la mañana del 27 de noviembre de 1978, White entra al Ayuntamiento través de una ventana del sótano para ocultar un arma de los detectores de metales. Pide otra reunión con Moscone, que rechaza su solicitud para recuperar de su antiguo puesto. Enfurecido, White dispara a Mosconre en su oficina y luego va al encuentro de Milk, donde lo mata a tiros, con un deliberado estilo de ejecución en la nuca. La película sugiere que Milk creía que White quizás era un gay encubierto.
La última escena muestra una vigilia con velas en manos realizada por miles de personas para recordar a Milk y Moscone a través de las calles de la ciudad. Las imágenes de las personas reales son mostradas en la película, seguidas por breves resúmenes de sus vidas.

## Reparto
- Sean Penn como Harvey Milk
- James Franco como Scott Smith, pareja de Harvey.
- Diego Luna como Jack Lira, segunda pareja de Harvey.
- Josh Brolin como Dan White
- Emile Hirsch como Cleve Jones, joven ayudante de Harvey.
- Alison Pill como Anne Kronenberg, directora de campaña de Harvey.
- Victor Garber como alcalde George Moscone.
- Denis O'Hare como Senador John Briggs.
- Lucas Grabeel como Danny Nicoletta.

## Producción

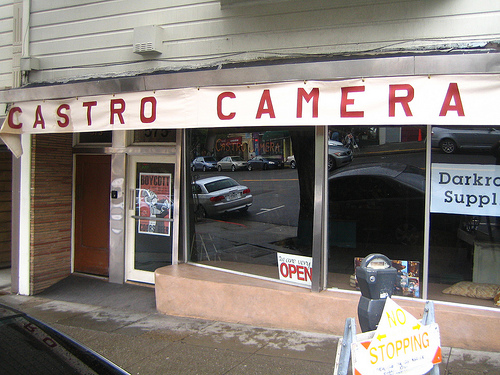
Exterior de la tienda de Milk recreada para la película.

A inicios de 1991, Oliver Stone estuvo planeando producir, pero no dirigir, una película sobre la vida de Milk. Escribió un guion para la película, llamándolo El alcalde de la calle Castro. En julio de 1992, el director Gus Van Sant firmó con Warner Bros. para dirigir una película biográfica con el actor Robin Williams como el protagonista. En abril de 1993, Van Sant partió caminos con el estudio, citando diferencias creativas. Entre otros actores considerados para interpretar a Harvey Milk se cuentan Richard Gere, Daniel Day-Lewis, Al Pacino y James Woods. En abril de 2007, el director buscó dirigir la película basada en un guion de Dustin Lance Black, mientras en el momento, el director Bryan Singer estuvo desarrollando El alcalde de la calle Castro, proyecto que había quedado varado a media producción. En el mes de septiembre del mismo año, Sean Penn fue rumoreado para interpretar Harvey Milk y Matt Damon para interpretar al asesino de Milk, Dan White. Damon se retiró más tarde en septiembre debido a conflictos en su agenda. En noviembre, Focus Features avanzó con la producción de Van Sant, Milk, mientras el proyecto de Singer se desarrollaba con problemas por la huelga de guionistas. En diciembre de 2007, los actores Josh Brolin, Emile Hirsch, Alison Pill y James Franco se unieron a Milk, con Brolin reemplazando a Damon en el papel de Dan White. Milk empezó a filmarse en San Francisco en enero de 2008.
El diseño de producción y el diseño de vestuario para la película investigó la historia de la comunidad gay de la ciudad en los archivos del GLBT Historical Society en San Francisco, donde pasaron varias semanas revisando fotografías, películas y videos, periódicos, material textil histórico y ephemera, así como artículos perteneciente a Harvey Milk, que fueron donados a la institución por el estado de Scott Smith. El equipo también conversó con personas que conocieron a Milk para formar su aproximación a la era.
Los cineastas también revisitaron la ubicación de la tienda de cámaras de Milk en la calle Castro y vistieron la calle para relacionar el escenario de los setenta de la película. La tienda de cámaras, que fue convertida a una tienda de regalos, fue comprada por los productores por un par de semanas para usarla en producción. La producción en la calle Castro también revitalizó el Teatro Castro, cuya fachada fue repintada y sus marquesinas de neones fueron rehechas. La filmación también tomó lugar en el Ayuntamiento de San Francisco, mientras la oficina de White, donde Milk fue asesinado, fue recreada en otro sitio debido a que las oficinas del ayuntamiento están muy modernizadas. Los productores también intentaron grabar una vista de la Casa de Ópera de San Francisco. La filmación finalizó en marzo de 2008.

## Recepción crítica
Milk recibió amplios elogios de los críticos cinematográficos. El sitio web especializado Rotten Tomatoes reportó que el 94% de los críticos dieron a la película una reseña positiva, basada en un muestreo de 209 críticas, con una calificación promedio de 8.0/10. En el sitio web Metacritic, que asigna una calificación normalizada sobre 100 para las reseñas de los críticos, la película ha recibido una puntuación promedio de 84, basada en 39 reseñas.
Todd McCarthy, de Variety, llamó a la película «hábil y delicadamente observada», «inteligentemente mantenida» y «la más notable por una impresionante y completamente premiada actuación de Sean Penn». Añadió además: «mientras Milk es marcado incuestionablemente por varias escenas de mandatos... La calidad de la escritura, la actuación y la dirección generalmente los invierte con el sentimiento de vida real y el intercambio personal creíble, demasiada que las pausas escritas a lo largo del camino desde la aspiración al triunfo hasta la tragedia. Y en un proyecto cuyo más grande peligro descansa en su potencial para venir cruzando como una propaganda de agitación impulsado por una agenda, los productores han infundido crucialmente la historia con calidades de pocos recursos hoy en día — dulzura y un abrazo humano de todos sus personajes».
Kirk Honeycutt, de The Hollywood Reporter, dijo que la película «trasciende cualquier sencillo género como un documento muy humano que afecta en primer lugar en la necesidad de dar esperanza a la gente», y añadió que está «construida con excelencia, cubriendo una gran cantidad de tiempo, personas e ideas y espíritus sin un momento de energía perdida o falta de atención en los detalles... El guion de Black está basado únicamente en su propia investigación personal y entrevistas, y eso lo muestra: La película está ricamente saborizada con incidentes anecdóticos y detalles. Milk se desliza en una temporada llena de películas basadas en la vida real, pero esta es la primera que inspira un sensación de intimidad con sus temas».
A. O. Scott, de The New York Times, llamó a Milk «una maravilla», y escribió que la película «es una fascinante lección de historia de múltiples capas. En su escala y variedad visual, se siente casi como una película tranquila de Oliver Stone, despojada de la hipérbole, y un melodrama edípico. Pero es también una película como el otro reciente trabajo del señor Van Sant — y también, curiosamente, como El asesino del zodíaco, de David Fincher, otra película de historia ubicada en la San Francisco de los años 70 sobre los límites de explicación psicológica y sociológica».
Christianity Today, uno de los principales periódicos cristiano-evangelistas, entregó a la película una respuesta positiva. Declaró que Mik logra lo que expone hacer, contando una historia inspiradora de las preguntas de un hombre para legitimar su identidad, para entregar esperanza a su comunidad. El crítico dice: «No estoy seguro cuán bien esta historia se mostraría fuera de las grandes ciudades, o si flaquearía cualquier opinión en temas políticos controversiales, pero entrega una empatía valiente para acompañar». También declara que la representación de Dan White fue muy clara y humanizada y representada como más de un personaje trágicamente defectuoso, que un típico estereotipo de "loco villano cristiano"».
En contraste, John Podhoretz de la revista conservadora Weekly Standard, crítico fuertemente la interpretación de Harvey Milk, diciendo que trata a un activista «inteligente, agresivo, decididamente ofensivo, astuto con la prensa» como un «oso de peluche». Podhoretz también argumentó que la película glosa en las relaciones poliamorosas de Milk. Opinó que esto contrasta a Milk de los activistas de derechos homosexuales de hoy en día peleando por un matrimonio homosexual monogámico.
El guionista y periodista Richard David Boyle, quien se describió como un ex aliado político de Milk, dijo que la película hizo un esfuerzo encomiable de recrear la época. También escribió que Penn capturó «la sonrisa y la humanidad» de Milk, y su sentido del humor sobre su homosexualidad. Boyle reservó críticas sobre su sentido sobre la inhabilidad de la película para contar toda la historia de la elección de Milk y su muerte.

## Premios y nominaciones

### Premios Óscar
| Año  | Categoría                 | Persona            | Resultado |
| ---- | ------------------------- | ------------------ | --------- |
| 2008 | Mejor película            | Mejor película     | Candidata |
| 2008 | Mejor dirección           | Gus Van Sant       | Candidato |
| 2008 | Mejor actor               | Sean Penn          | Ganador   |
| 2008 | Mejor actor de reparto    | Josh Brolin        | Candidato |
| 2008 | Mejor guion original      | Dustin Lance Black | Ganador   |
| 2008 | Mejor banda sonora        | Danny Elfman       | Candidato |
| 2008 | Mejor diseño de vestuario | Danny Glicker      | Candidato |
| 2008 | Mejor montaje             | Elliot Graham      | Candidato |

### Premios BAFTA
| Año  | Categoría            | Persona            | Resultado |
| ---- | -------------------- | ------------------ | --------- |
| 2009 | Mejor película       | Mejor película     | Candidata |
| 2009 | Mejor actor          | Sean Penn          | Candidato |
| 2009 | Mejor guion original | Dustin Lance Black | Ganador   |

### Globos de Oro
| Año  | Categoría           | Persona   | Resultado |
| ---- | ------------------- | --------- | --------- |
| 2009 | Mejor actor - Drama | Sean Penn | Candidato |

### Premios del Sindicato de Actores
| Año  | Categoría                | Persona       | Resultado |
| ---- | ------------------------ | ------------- | --------- |
| 2009 | Mejor reparto            | Mejor reparto | Candidata |
| 2009 | Mejor actor protagonista | Sean Penn     | Ganador   |
| 2009 | Mejor actor de reparto   | Josh Brolin   | Candidato |